# Synchiropus splendidus
Synchiropus splendidus, conosciuto comunemente come pesce mandarino, è un pesce d'acqua salata, appartenente alla famiglia dei  Callionymidae.

## Distribuzione e habitat
Il pesce mandarino è diffuso in lagune costiere e nelle barriere coralline dell'Indo-Pacifico (dall'arcipelago indonesiano alla Polinesia Francese), ed è sporadicamente avvistato nei reef dell'oceano Indiano.

## Descrizione
Di piccole dimensioni (6 cm), questo pesce presenta una testa tondeggiante, con occhi sporgenti. Il corpo è allungato e cilindriforme. Presenta due pinne dorsali, la prima piccola e meno sviluppata della seconda, ampia e a ventaglio. Le ventrali, le pettorali, la pinna anale e quella caudale sono robuste e arrotondate.

La livrea è splendida: il colore di fondo varia dal verde ramato all'arancione vivo (tendente al rosso sulla pinna dorsale e quella caudale). Tutto il corpo, pinne comprese, è decorato da punti e linee curve di un azzurro intenso. Le pinne pettorali sono azzurre.

## Biologia

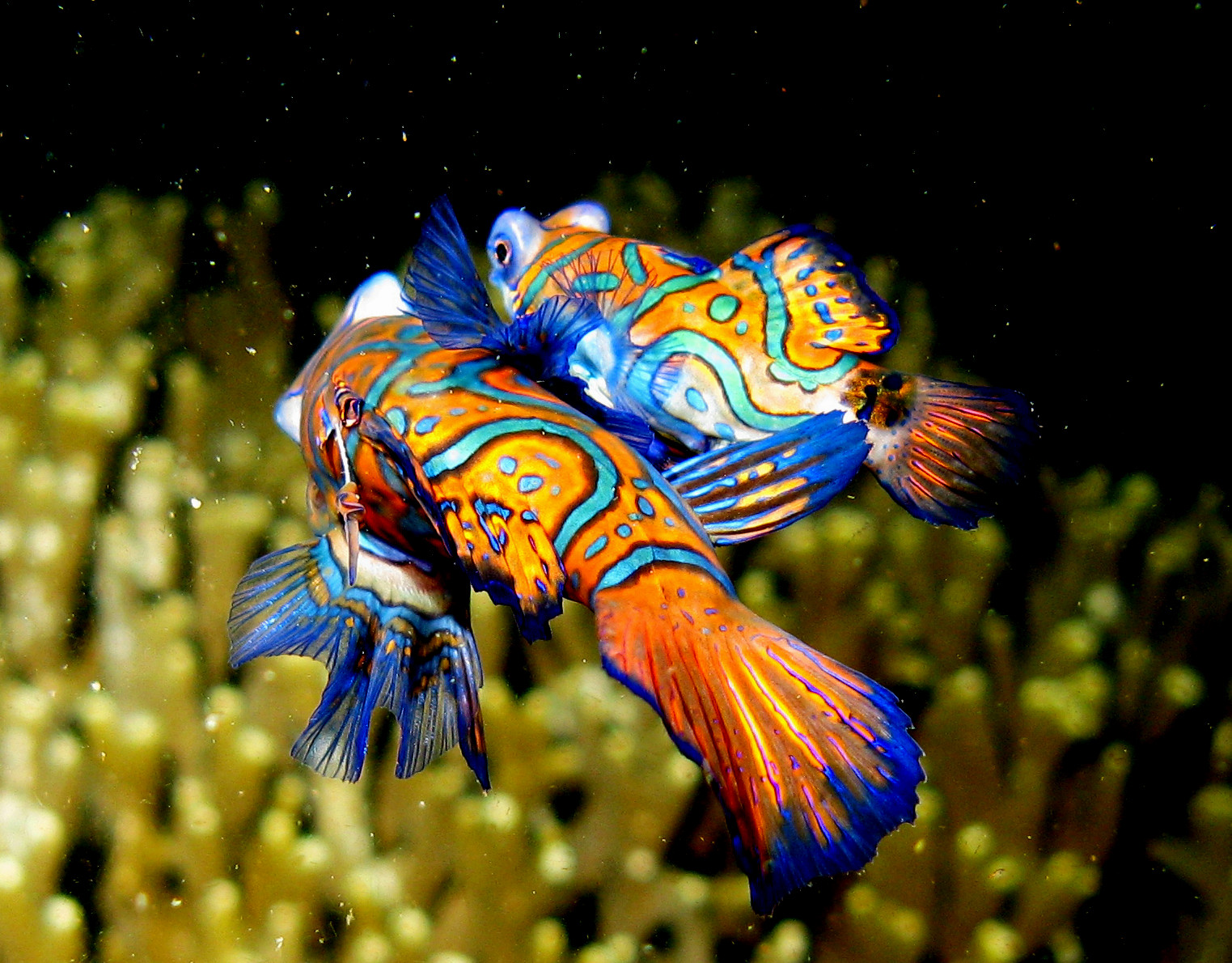
Accoppiamento

È un animale sociale che vive in coppie o gruppi numerosi composti da circa 40 esemplari, nei quali il maschio ha solo una funzione protettiva, in quanto appena un predatore cerca di avvicinarsi al branco, questo pesce attua una serie di atti intimidatori, come ad esempio innalzare la sua maestosa pinna dorsale.

## Riproduzione
L'accoppiamento dei pesci 
mandarino avviene di notte: la coppia esce dai coralli in cui si nasconde, repentinamente nuota verso l'alto e poi maschio e femmina emettono contemporaneamente uova e sperma.

## Acquariofilia
Le dimensioni e la bellezza della livrea hanno fatto sì che il pesce mandarino sia diventato un popolare pesce d'acquario d'acqua salata. È consigliabile inserirlo solo in vasche avviate da molto tempo in modo che possa trovare della microfauna presente in vasca per nutrirsi.